# Bank of the West Classic 2013
Il Bank of the West Classic 2013 è stato un torneo di tennis giocato sul cemento. È stata la 43ª edizione del Bank of the West Classic, che fa parte della categoria Premier nell'ambito del WTA Tour 2013. Si è giocato al Taube Tennis Center di Stanford in California dal 20 al 28 luglio 2013. È stato il 1° evento femminile delle US Open Series 2013.

## Partecipanti

### Teste di serie
| Nazionalità | Giocatrice           | Ranking* | Testa di serie |
| ----------- | -------------------- | -------- | -------------- |
| Polonia     | Agnieszka Radwańska  | 4        | 1              |
| Australia   | Samantha Stosur      | 13       | 2              |
| Slovacchia  | Dominika Cibulková   | 21       | 3              |
| Stati Uniti | Jamie Hampton        | 29       | 4              |
| Romania     | Sorana Cîrstea       | 33       | 5              |
| Stati Uniti | Varvara Lepchenko    | 36       | 6              |
| Polonia     | Urszula Radwańska    | 40       | 7              |
| Slovacchia  | Magdaléna Rybáriková | 41       | 8              |

- Ranking al 15 luglio 2013.

### Altre partecipanti
Giocatrici che hanno ricevuto una wild card:
- Nicole Gibbs
- Ajla Tomljanović

Giocatrici passate dalle qualificazioni:

- Vera Duševina
- Michelle Larcher de Brito
- Coco Vandeweghe
- Alla Kudrjavceva

## Campionesse

### Singolare
Dominika Cibulková ha sconfitto in finale  Agnieszka Radwańska per 3–6, 6–4, 6–4.
- È il terzo titolo in carriera per la Cibulková.

### Doppio
Raquel Kops-Jones /  Abigail Spears hanno sconfitto in finale  Julia Görges /  Darija Jurak per 6–2, 7–6(4).